# Jeunesses patriotes
Les Jeunesses patriotes —Joventuts patriòtiques— o Ligue des jeunesses patriotes van ser una organització política de dreta autoritària activa a França durant el període d'entreguerres, liderada per Pierre Taittinger. Fundada el desembre de 1924, com a reacció a la victòria electoral de les esquerres, ja el 1925 va protagonitzar actes de violència extrema contra comunistes. Va ser unes de les principals lligues protagonistes del motí antiparlamentari organitzat a París per grups d'extrema dreta el febrer de 1934, encara que segons Stanley G. Payne es trobaven en decadència des de la victòria electoral de la dreta el 1928. En el context de la prohibició el 1935 de les lligues de dretes, les Joventuts patriòtiques van desaparèixer el novembre de 1935 transformant-se en el Parti national populaire, antecedent del Parti républicain national et social (PRNS), creat el 1936.

## Ideologia
Encara que tenia un programa socioeconòmic centrista —que fet i fet es va encavalcar, segons Robert Soucy, amb el del Partit Radical— el format de missatge de Taittinger va arribar a mostrar una relació clara amb el feixisme i a partir de 1933 va començar a demanar la instauració d'una dictadura.